# Galathea rufipes
Galathea rufipes is een tienpotigensoort uit de familie van de Galatheidae. De wetenschappelijke naam van de soort is voor het eerst geldig gepubliceerd in 1894 door A. Milne Edwards & Bouvier.